# NGC 876
NGC 876 é uma galáxia espiral (Sc) localizada na direcção da constelação de Aries. Possui uma declinação de +14° 31' 16" e uma ascensão recta de 2 horas, 17 minutos e 53,2 segundos.
A galáxia NGC 876 foi descoberta em 22 de Novembro de 1854 por William Parsons.